# 2273 Yarilo
2273 Yarilo è un asteroide della fascia principale. Scoperto nel 1975, presenta un'orbita caratterizzata da un semiasse maggiore pari a 2,4502573 UA e da un'eccentricità di 0,1658093, inclinata di 0,39239° rispetto all'eclittica.